# AS Béziers Hérault
La Association Sportive Béziers Hérault es un equipo francés profesional de rugby con sede en Béziers y que disputa la Rugby Pro D2, la segunda competición de aquella nación.

## Historia
El club se creó en 1911 con la fusión del Midi Athletic Club y el Sporting Club Biterrois. Para 1914 el equipo se consolida como el mejor de la ciudad pero el objetivo alcanzado se frustra con el reclutamiento de jugadores debido a la Primera Guerra Mundial. En 1919 los clubes Midi Sportif y el Jeunesse Sportive Biterroise se le fusionan, esto impulsa al equipo nuevamente.
En 1949 se contrató ilegalmente a la promesa Félix Lacrampe, que en su primera temporada lideró al equipo a su primera final de la Copa de Francia, cuatro años después llegó el medio scrum estrella Pierre Danos y en 1955 se nombró entrenador a Raymond Barthes. Juntos obtuvieron el primer título de Top 14: 1960–61.

### La época gloriosa: 1971–1986
En 1968 Raoul Barrière es nombrado entrenador, sería el mejor en la historia del club; ganó seis títulos de liga y dos Desafíos.

## Jugadores destacados
- Félix Lacrampe (1949–1961).
- Pierre Danos (1953–1966).
- Didier Camberabero (1985–1990): tercer máximo anotador de Les Bleus.
- Andrew Mehrtens (2010–2011): sexto máximo anotador en test matches de la historia.

### Década de 1960
Los siguientes integraron al equipo durante la época gloriosa:
- Richard Astre (1967–1978).
- Alain Estève (1967–1982) mayor ídolo del club.
- Jack Cantoni (1968–1978).

### Década de 2000
- Franceses: Richard Dourthe (2000–2002) y Dimitri Szarzewski (2002–2005).
- Argentinos: Gonzalo Quesada (2002–2004) y Federico Todeschini (2003–2006).

## Palmarés

### Torneos internacionales
- FIRA Champions Cup (1): 1961-62

### Torneos Nacionales
- Top 14 (11): 1960-61, 1970-71, 1971-72, 1973-74, 1974-75, 1976-77, 1977-78, 1979-80, 1980-81, 1982-83, 1983-84

- Copa de Francia de Rugby (1): 1986.

- Desafío Yves du Manoir (4): 1964, 1972, 1975, 1977.

- Segunda División (1): 1999-00

- Fédérale 1 (1): 2010-11

- Subcampeón Top 14 (4): 1959-60, 1961-62, 1963-64, 1975-76